# Supercopa de Europa de voleibol masculino
La Supercopa de Europa de voleibol masculino fue una competición europea de voleibol a nivel de clubes organizada por la  CEV.

## Historia
La competición se jugó anualmente entre 1987 y 2000 a excepción del año 1998. Hasta la edición de 1995 el título se disputaba entre el equipo ganador de la  Champions League y de la Recopa de Europa (actual Copa CEV), en los años 1996,1997,1999 y 2000 también participaron el subcampeón de la Champions League y el ganador de la  Copa CEV (actual Challenge Cup).

## Campeones por temporada
|  | Supercopa ganada por el campeón de la Copa de Campeones. |
|  | Supercopa ganada por el campeón de la Recopa de Europa.  |
|  | Supercopa ganada por el campeón de la Copa CEV.          |

| Año  | Campeón              | Finalista              | Tercero              |
| ---- | -------------------- | ---------------------- | -------------------- |
| 1987 | VC CSKA Moscú        | Zinella Volley Bologna |                      |
| 1988 | VC CSKA Moscú        | Pallavolo Parma        |                      |
| 1989 | Pallavolo Parma      | VC CSKA Moscú          |                      |
| 1990 | Pallavolo Parma      | Pallavolo Modena       |                      |
| 1991 | VC CSKA Moscú        | Gabeca Montichiari     |                      |
| 1992 | Porto Ravenna Volley | Gabeca Montichiari     |                      |
| 1993 | Porto Ravenna Volley | Volley Gonzaga Milano  |                      |
| 1994 | Sisley Treviso       | Porto Ravenna Volley   |                      |
| 1995 | Pallavolo Modena     | Sisley Treviso         |                      |
| 1996 | PV Cuneo             | ASV Dachau             | Pallavolo Modena     |
| 1997 | PV Cuneo             | Pallavolo Modena       | Porto Ravenna Volley |
| 1998 | no se disputó        | no se disputó          | no se disputó        |
| 1999 | Sisley Treviso       | Noliko Maaseik         | Palermo Volley       |
| 2000 | París Volley         | Sisley Treviso         | VfB Friedrichshafen  |

## Títulos por club
| Club                   | Oro | Plata | Bronce | Total |
| ---------------------- | --- | ----- | ------ | ----- |
| VC CSKA Moscú          | 3   | 1     | -      | 4     |
| Sisley Treviso         | 2   | 2     | -      | 4     |
| Porto Ravenna Volley   | 2   | 1     | 1      | 4     |
| Pallavolo Parma        | 2   | 1     | -      | 3     |
| PV Cuneo               | 2   | -     | -      | 2     |
| Pallavolo Modena       | 1   | 2     | 1      | 4     |
| París Volley           | 1   | -     | -      | 1     |
| Gabeca Montichiari     | -   | 2     | -      | 2     |
| Zinella Volley Bologna | -   | 1     | -      | 1     |
| Volley Gonzaga Milano  | -   | 1     | -      | 1     |
| ASV Dachau             | -   | 1     | -      | 1     |
| Noliko Maaseik         | -   | 1     | -      | 1     |
| Palermo Volley         | -   | -     | 1      | 1     |
| VfB Friedrichshafen    | -   | -     | 1      | 1     |

## Títulos por País
| País            | Oro | Plata | Bronce | Total |
| --------------- | --- | ----- | ------ | ----- |
| Italia          | 9   | 10    | 3      | 22    |
| Unión Soviética | 3   | 1     | -      | 4     |
| Francia         | 1   | -     | -      | 1     |
| Alemania        | -   | 1     | 1      | 2     |
| Bélgica         | -   | 1     | -      | 1     |